# سوزان لوف (جراحة)
سوزان لوف (بالإنجليزية: Susan Love)‏ هي جَرّاحة أمريكية، ولدت في 9 فبراير 1948 في ليتل سيلفر في الولايات المتحدة.